# Gnopholeon zapotecus
Gnopholeon zapotecus is een insect uit de familie van de mierenleeuwen (Myrmeleontidae), die tot de orde netvleugeligen (Neuroptera) behoort. 
Gnopholeon zapotecus is voor het eerst wetenschappelijk beschreven door Stange in 1970.